# Бесар
Бесар — вулкан, расположен на острове Суматра, в провинции Провинция Южная Суматра, в Индонезии.
Бесар — стратовулкан, высотой 1899 метров. В кратере находится большое количество серы. Вблизи вулкана на северо и северо-западе расположены сольфатарные поля. В 1940 году наблюдалось извержение грунтовых сольфатарных полей.